# 梅县专区
梅县专区（1949年－1952年称兴梅专区），中华人民共和国广东省已撤销的专区，在广东省东部今属于梅州市。
1949年置兴梅专区，专员公署驻梅城（今梅州市）。辖今梅县区、大埔、丰顺、五华、兴宁、平远、蕉岭7区县。
1952年撤销兴梅专区，所辖7县划归粤东行政区。
1965年以原兴梅专区为基础设置梅县专区，专署驻梅城（今梅州市），辖原属汕头专区的今梅县区、五华、兴宁、大埔、蕉岭、平远、丰顺7区县。1970年，梅县专区改称梅县地区，1988年改为梅州市。
2013年梅县撒县设区，设立梅州市梅县区。梅州市（梅州地区）辖今梅江区、梅县区、兴宁市、五华县、丰顺县、大埔县、平远县、蕉岭县共2区1市5县。